# Agathe (Tübingen)

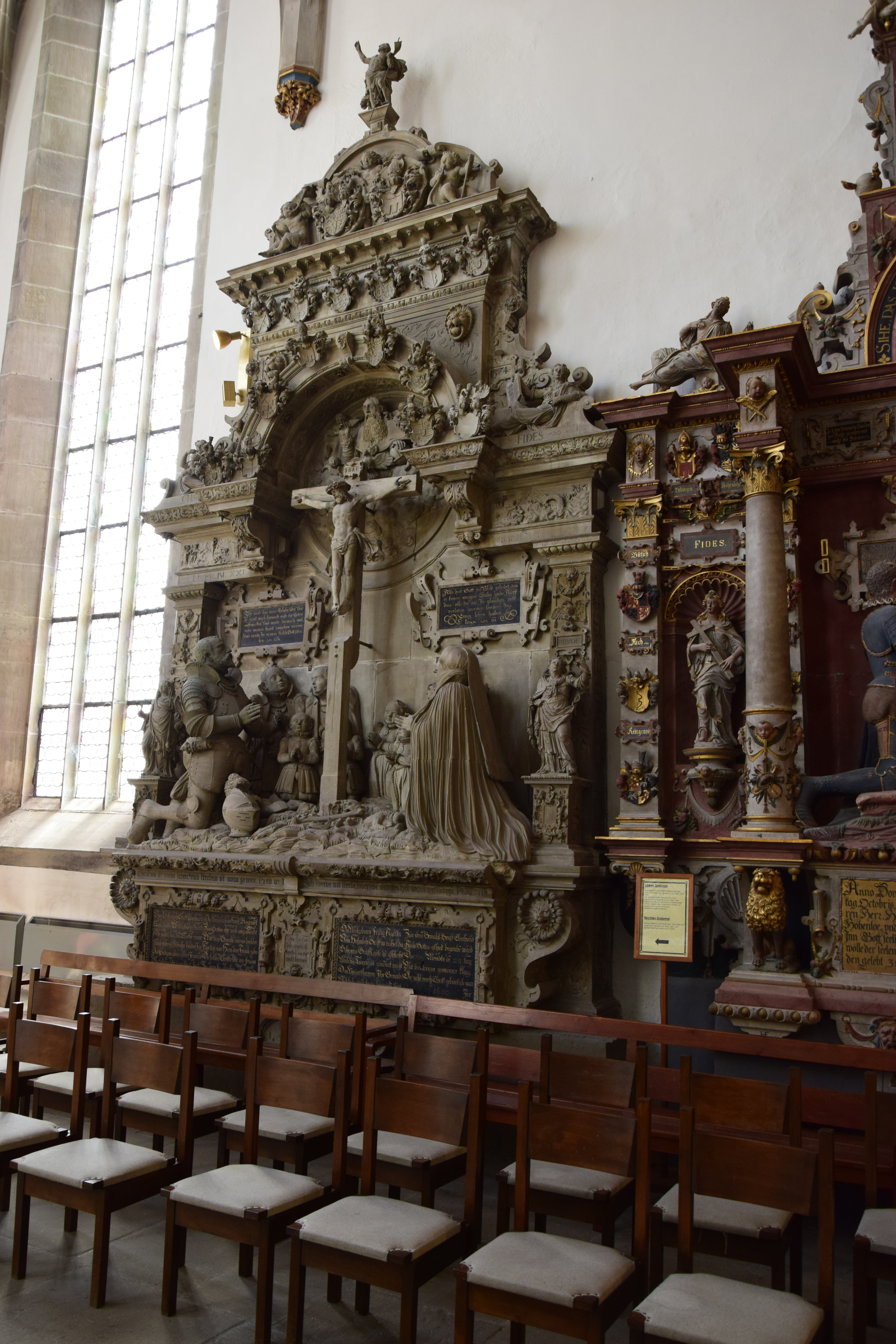
Epitaph von Agathe und Eberhard in Öhringen

Agathe, Gräfin von Tübingen (* 13. November 1533 auf Burg Lichteneck; † 28. Juni 1609 in Pfedelbach) entstammte der Linie Tübingen-Lichteneck der Pfalzgrafen von Tübingen. Sie war eine Tochter des Grafen Konrad und die Gemahlin von Graf Eberhard von Hohenlohe in Waldenburg.
Graf Eberhard von Hohenlohe erbaute ab 1568 auf den Mauern einer vorhergehenden Ministerialenburg das Wasserschloss in Pfedelbach als seinen Wintersitz. Durch die tragischen Ereignisse der Waldenburger Fastnacht vom 7. Februar 1570 starb Graf Eberhard am 10. März 1570, als der Bau in vollem Gange war. Seine Witwe Agathe vollendete die Burg und nahm dort ihren Wohnsitz. Über dem Wappenportal an der Eingangsseite hängt ein Allianzwappen Hohenlohe-Tübingen, das auf sie und ihren Ehemann zurückgeht.
Nach Fertigstellung des Schlosses im Jahr 1572 ließ Gräfin Agathe 1588/89 die neue Kirche Peter- und Paul an Stelle der nahegelegenen ehemaligen Schlosskapelle erbauen. Die Inschrift, die damals über dem Eingang stand, ist heute an der Südwand des Chores zu sehen. Auf dem Altar am Fuße des Kreuzes ist das Allianzwappen Hohenlohe-Tübingen dargestellt.
Die Grabtafel des Paares befindet sich in der Stiftskirche Öhringen.

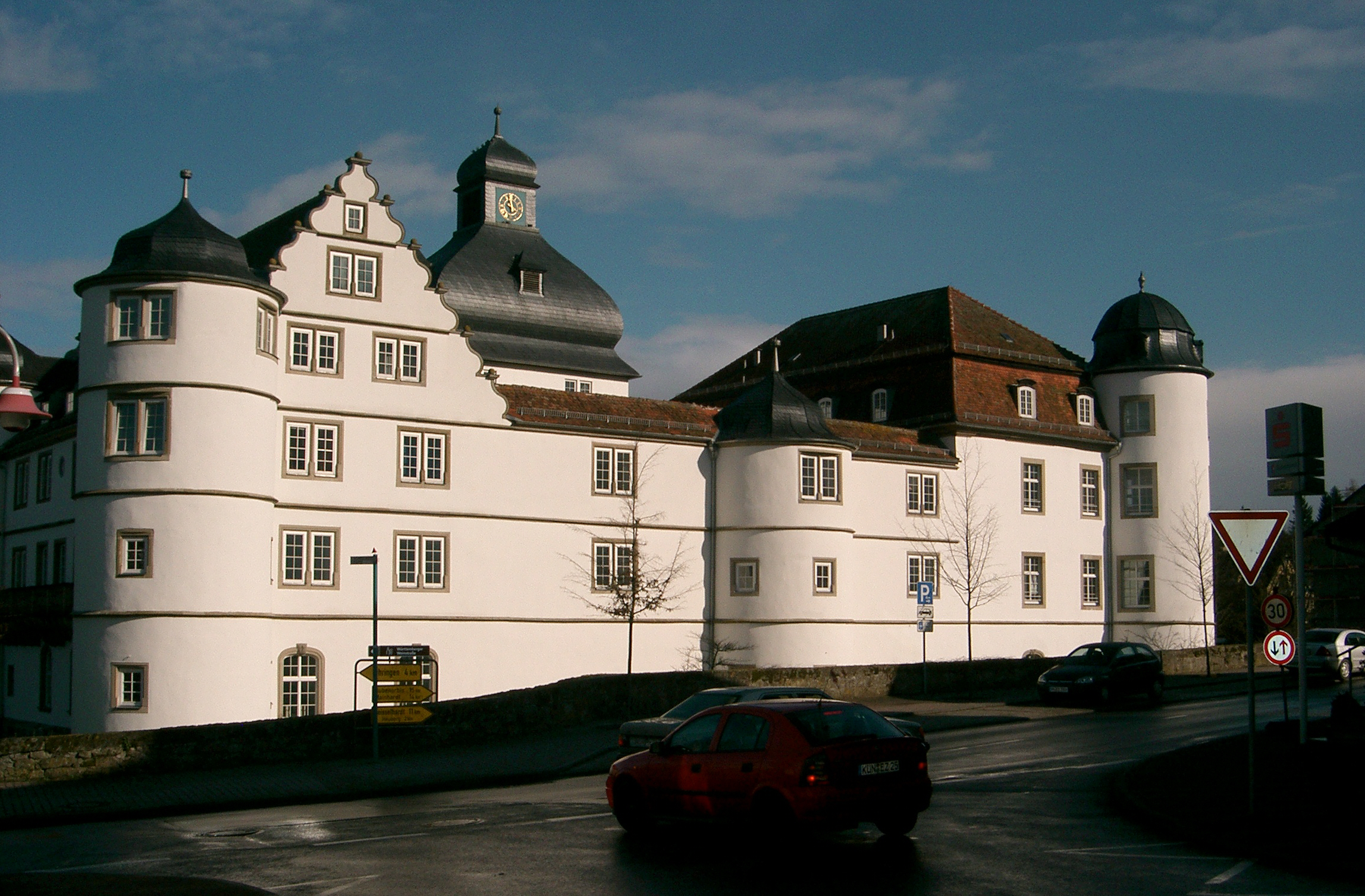
Das Schloss in Pfedelbach
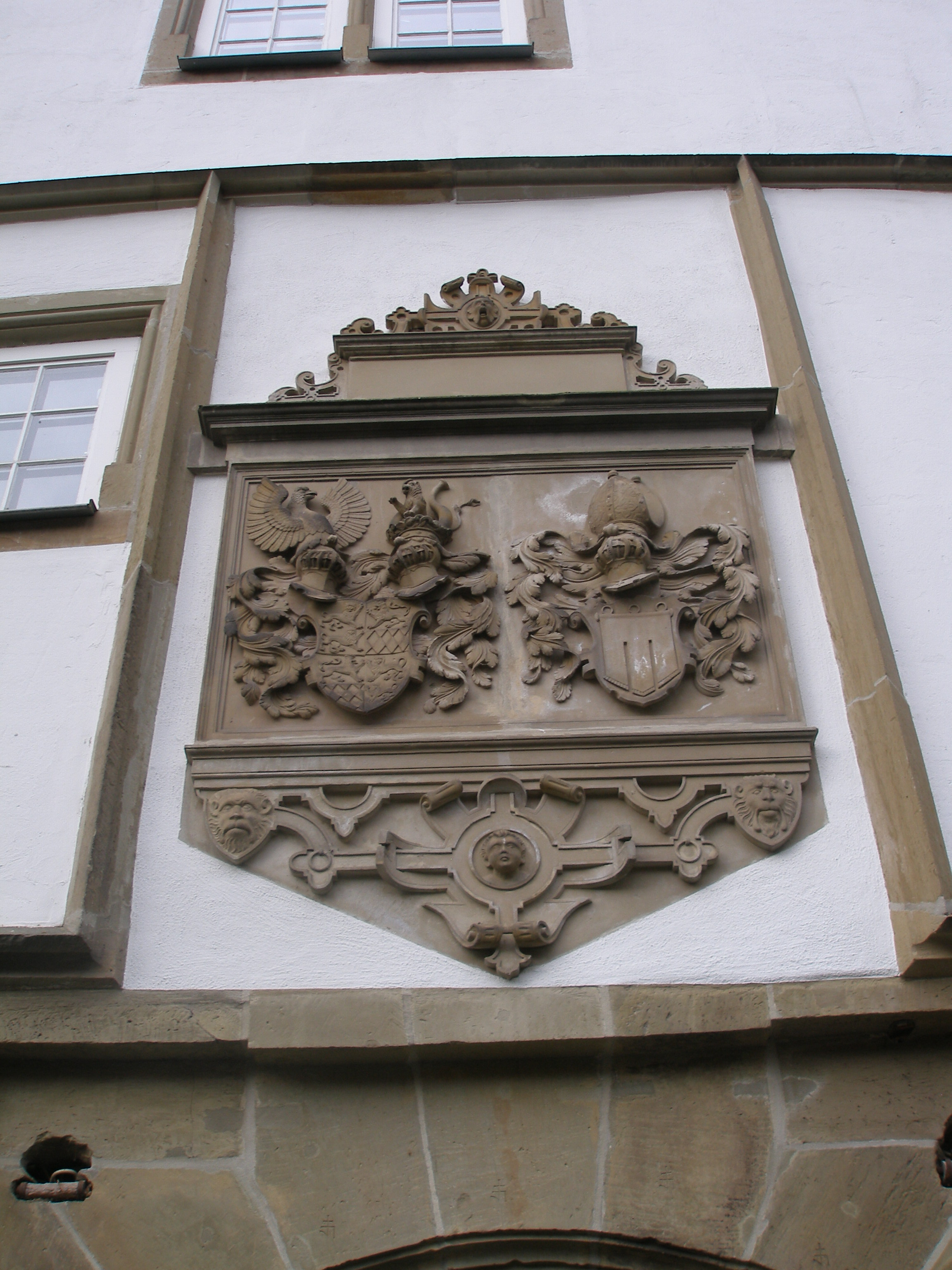
Tor zum Pfedelbacher Schloss: Allianzwappen von Hohenlohe und Tübingen
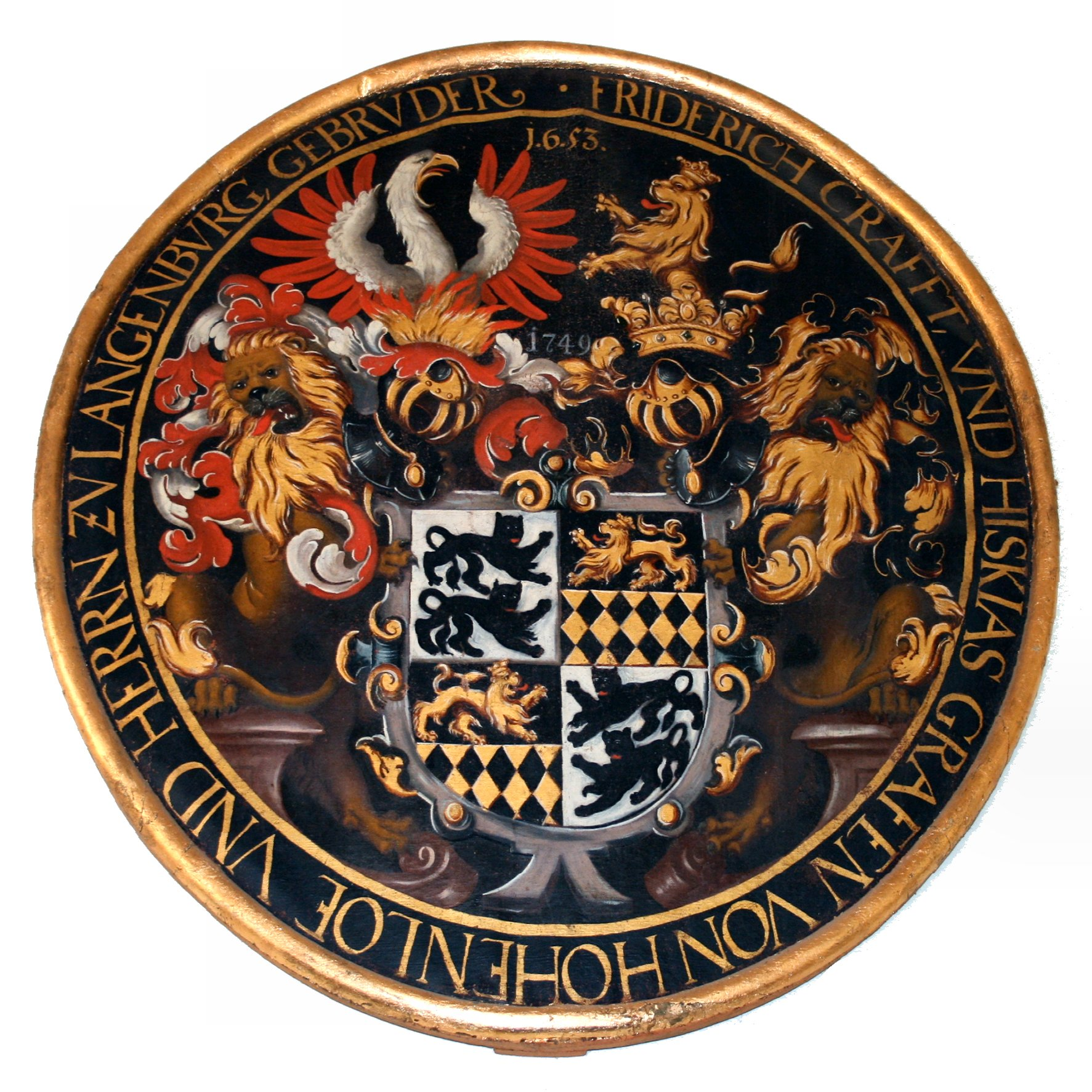
Wappen in der Kirche